# Frémestroff
Frémestroff (deutsch: Fremersdorf) ist eine französische Gemeinde mit 304 Einwohnern (Stand 1. Januar 2022) im Département Moselle in der Region Grand Est (bis 2015 Lothringen). Sie gehört zum Arrondissement Forbach-Boulay-Moselle.

## Geografie
Die Gemeinde liegt etwa 15 Kilometer südlich des Grenzortes Freyming-Merlebach.

## Geschichte
Der Ort wurde erstmals 1179 als Frimesdorff erwähnt. Weitere Namen waren Fremestorff (1260), Freymestroff (1286), Vemmestroff (1288), Frimerssdorff (1365), Fremersdorff (1581), Fremestorff (1594) und Fremestroff (1684). Die  heraldisch rechte Seite des Wappens erinnert an die Zugehörigkeit zur Abtei Sankt Arnulf in Metz; der Krummstab Links symbolisiert die Abtei Saint-Nabor, die auch Besitz in Frémestroff hatte.

### Bevölkerungsentwicklung
| Jahr      | 1962 | 1968 | 1975 | 1982 | 1990 | 1999 | 2009 | 2019 |
| Einwohner | 258  | 264  | 287  | 289  | 312  | 303  | 290  | 304  |

## Sehenswürdigkeiten
- Kirche Saint-Joseph von 1858

## Belege
1. ↑  Wappenbeschreibung auf genealogie-lorraine.fr (französisch)